# M-125 Fialka

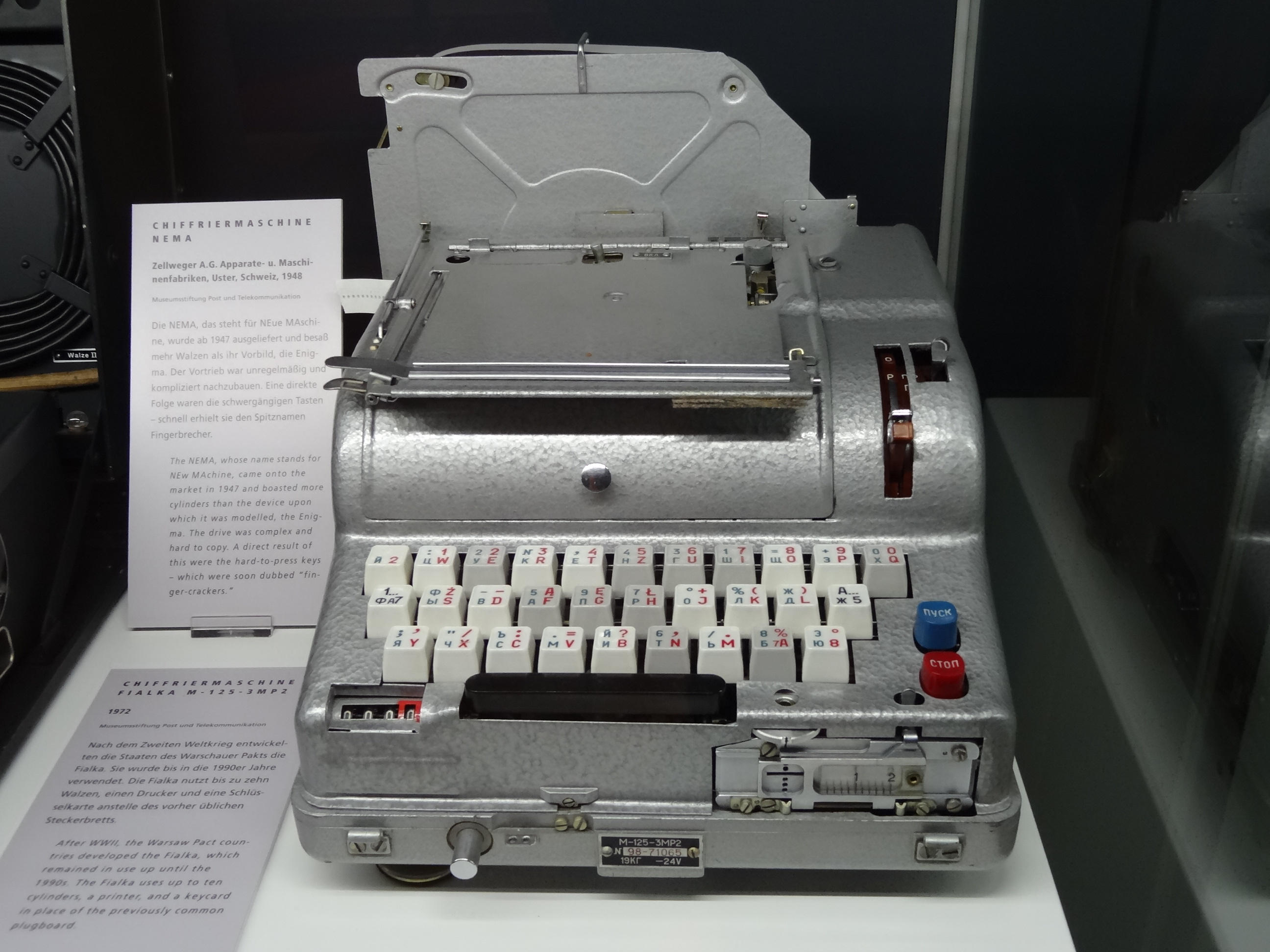
M-125 Fialka

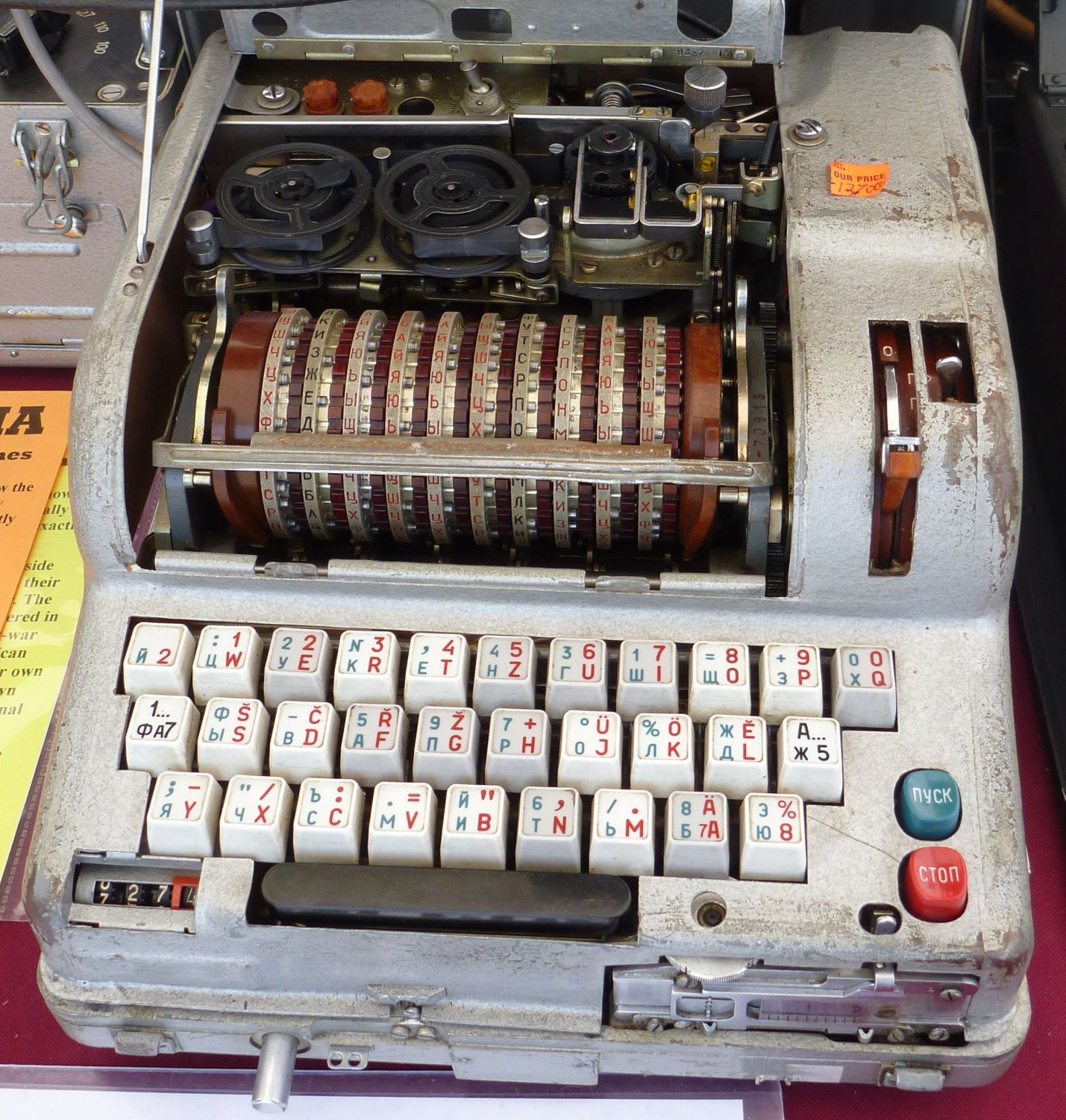
Een geopend apparaat, met de rotors erin

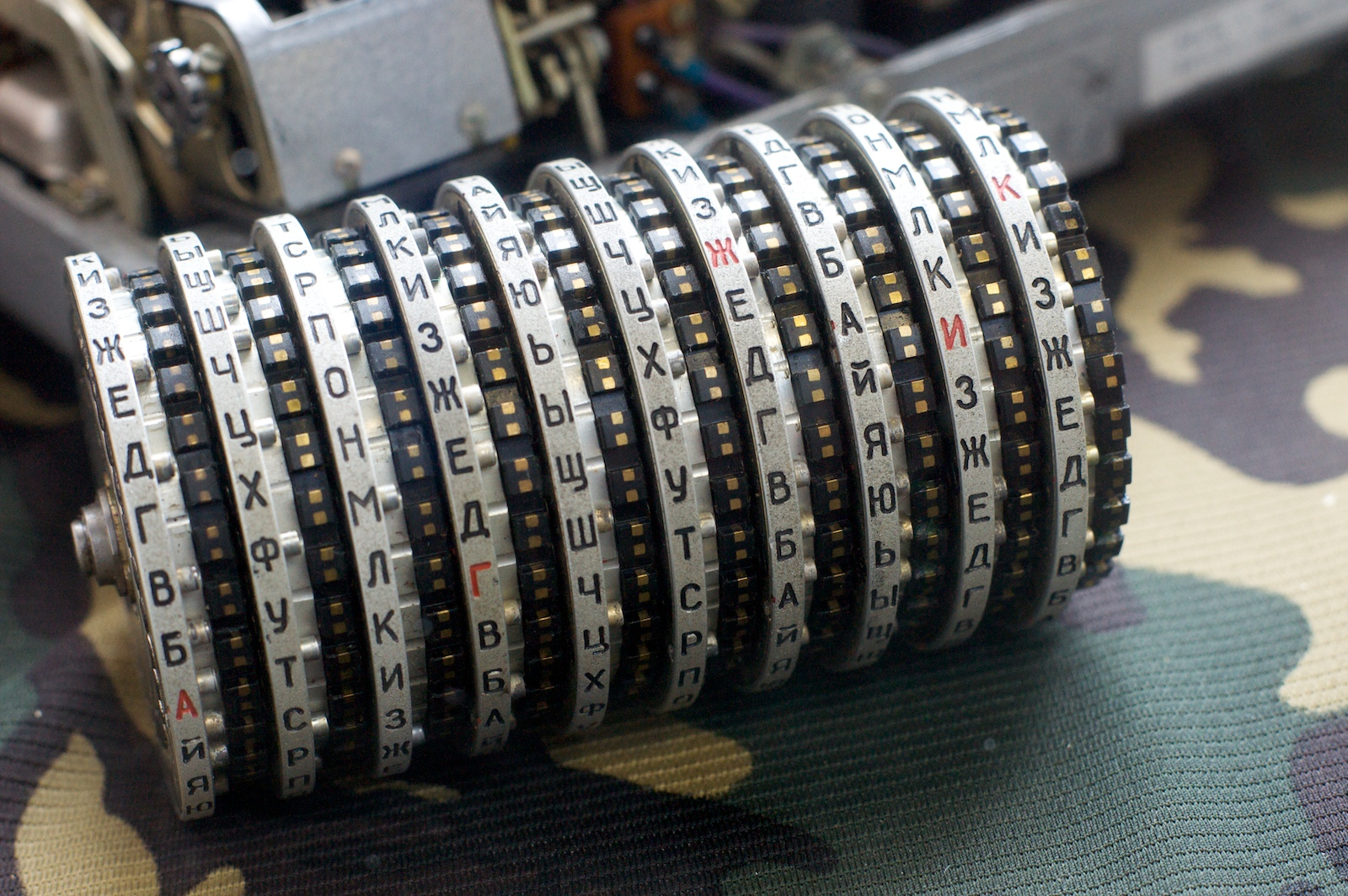
Een Fialka-rotorset

De codeermachine M-125 Fialka (Russisch: Фиалка M-125) is een machine voor de vercijfering van tekst, ontwikkeld in de Sovjet-Unie. Het toestel is van het type rotormachine, qua ontwerp gebaseerd op de Duitse Enigma-codeermachine maar technisch veel geavanceerder. Het toestel werd tijdens en na de Koude Oorlog gebruikt door de strijdkrachten van de Sovjet-Unie en was topgeheim tot het einde van de jaren 90. De naam "Fialka" betekent in het Russisch en veel andere Slavische talen "viooltje".

## Beschrijving
De Fialka is een elektromechanische rotormachine met tien rotors die elk dertig contacten bezitten. Er zijn dertig toetsen met Cyrillisch schrift. De ingebouwde mechanische printer met inktlint kan tekst afdrukken en er is een vijfbits lezer-perforator voor een smalle papierstrook voorzien. De machine wordt behalve met de volgorde en de stand van de wielen ook geprogrammeerd met behulp van een kaart die aan de linkerkant ingebracht wordt. Deze heeft een functie die vergelijkbaar is met die van het "Steckerbrett" van de Enigma M3 machine.
De rotors zijn langs de omtrek voorzien van dertig uitsparingen, waarin zich op onregelmatige afstanden pennen bevinden. Deze pennen blokkeren, wanneer ze zich op een bepaalde positie bevinden, de naastliggende rotor. Hierdoor stappen de rotors onregelmatig.
De reflector ("Umkehrwalze" bij de Enigma-machines) heeft vier contacten die niet reciprook zijn. Hierdoor kan, in tegenstelling tot de Enigma-machines, de Fialka ook letters op zichzelf vercijferen, wat cryptoanalyse veel lastiger maakt. Drie contacten vercijferen cyclisch onderling één stap verder; tijdens het ontcijferen wordt de richting waarin dit gebeurt met behulp van een schakelaar op de reflector omgekeerd. Het vierde contact is nergens mee verbonden. De elektronica in het apparaat zorgt ervoor dat bij een niet-verbonden contact in de rotors de ingedrukte toets op zichzelf wordt geprojecteerd.
Behalve Cyrillisch schrift hebben een aantal modellen ook Latijns schrift op de toetsen. Dit was nodig voor nationaal berichtenverkeer in de landen waarin het Latijnse schrift werd gebruikt, bijvoorbeeld de DDR en Tsjecho-Slowakije, waar de Fialka ook in gebruik was.